# Mort de Sanda Dia

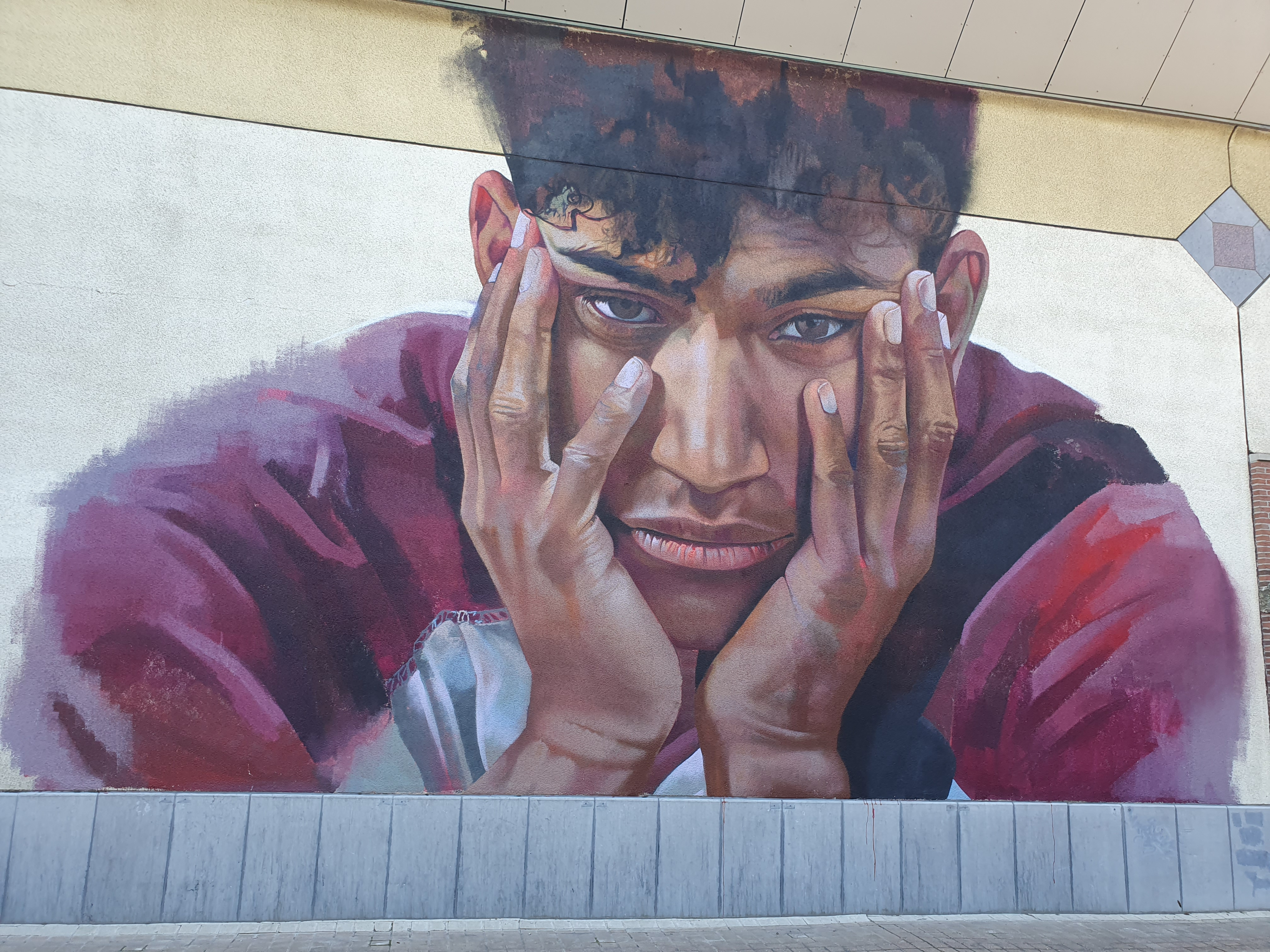
Peinture murale de Sanda Dia à Louvain (2023)

Sanda Dia est un étudiant de l'Université Catholique de Louvain, âgé de 20 ans et décédé en 2018 à la suite des violences physiques qu'il a subies lors d'un baptême étudiant de trente heures au club étudiant de Louvain Reuzegom. L'affaire et les condamnations qui en ont résulté pour les auteurs, trop basses selon les critiques, ont provoqué une indignation sociale généralisée en Belgique ainsi qu'une incompréhension de la part de spécialistes. Une partie de la classe politique belge juge ainsi que la justice a été laxiste voire insuffisante et que cela crée de l'injustice. Il est ensuite annoncé que la Commission de la Justice de la Chambre attend du Conseil Supérieur de la Justice que cette dernière mène une enquête sur l'affaire Sanda Dia. Finalement aucune enquête n'aura lieu. Le ministre fédéral de la Justice, Vincent Van Quickenborne n'a pas questionné la légèreté de la peine ("Il ne faut pas sanctionner pour sanctionner")  mais affirme tout de même que la Justice ne doit pas rester sourde aux critiques et interrogations formulés à son encontre. Le 12 juin, il est annoncé qu'aucun pourvoi en cassation n'aura lieu.

## Déroulement des faits
Pour devenir membre du club Reuzegom, Sanda Dia devait, avec d'autres candidats, participer à un bizutage. Celui-ci devait avoir lieu le 4 et 5 décembre 2018. Le 5 décembre il est admis à l'hôpital de Malle à 21h15. À son arrivée, sa température corporelle est de 28,7 °C. Il saigne du nez et de la bouche et son taux de salinité sanguine est extrêmement élevé (117 grammes) en raison de la consommation forcée de sauce de poisson et du refus de ses camarades de le laisser boire de l'eau ou des boissons gazeuses. Le 7 décembre, Dia décède des suites d'une défaillance de plusieurs organes. Deux autres étudiants, qui ont également subi le processus de bizutage, ont été admis à l'hôpital souffrant d'hypothermie,,.

## Poursuites
À la suite de la mort de Sanda Dia, la police et la justice ouvrent le dossier et les 18 membres de la confrérie Reuzegom font l'objet d'une enquête,. Les deux étudiants également hospitalisés se constituent partie civile .
Après enquête, certains étudiants impliqués sont suspendus par la KULeuven à la fin de l'année 2020. Cependant, les dirigeants de Reuzegom ont entre temps déjà obtenu leur diplôme.
Le 5 août 2021, les chambres de Hasselt ont décidé de renvoyer 18 membres devant le tribunal pour homicide involontaire, administration délibérée de substances nocives ayant entraîné la mort, traitement dégradant et manquement coupable. En mai 2023, la cour d'appel d'Anvers a condamné les étudiants à des travaux d'intérêt général et à une amende pour traitement dégradant et homicide involontaire. Pour les autres chefs d'accusation, ils ont été déclarés non coupables.

## Polémiques
Alors que ce ne sont pas les juges qui décident si les noms d’auteurs, en cas de responsabilité d’un délit ou d'un crime, sont cités ou non publiquement, les identités des membres impliqués dans l'homicide ont été gardées plus ou moins confidentielles, mais sont plusieurs fois publiées par des médias. Ils ont entre autres été dévoilés sur plusieurs blogs et sites internet, sur Twitter/X, Tiktok, dans une vidéo YouTube, et inscrits en graffiti à Gand.
Par ailleurs, les décisions et mesures prises par l'université KULeuven ont été critiquées, jugés souvent trop faibles.
En Belgique, dans les jours qui ont suivi le verdict du tribunal, le niveau limité des peines, considéré par beaucoup comme trop faible, a suscité une vive controverse. Plusieurs manifestations se sont tenues, dénonçant une justice de classe qui protège l'élite blanche,,.